# Ptiloris magnificus
Ptiloris magnificus (Craspedophora magnifica) sau pasărea minunată cu cercuri. Are talia de 35–40 cm. Corpul este acoperit cu pene negre, pe piept sunt filiforme și de culoare cafenie. Bărbia, gâtul și gușa sunt ornate cu pene solzoase albastre. Aripile sunt rotunjite. Numele i se datorează cântecului melodios și mișcărilor în cerc pe care le execută în timpul cântecului. E prezentă în nordul Australiei și rar în insulele din jur.